# Hipertrofia ventricular
Hipertrofia ventricular é o espessamento da parede de um ou ambos os ventrículos do coração, frequentemente como resposta adaptativa ao aumento da carga de trabalho cardíaco, seja por sobrecarga de pressão ou de volume.

## Tipos
- Hipertrofia ventricular esquerda
- Hipertrofia ventricular direita
- Hipertrofia biventricular

## Causas
A hipertrofia ventricular pode ter várias causas, dependendo do ventrículo acometido:
- Hipertrofia ventricular esquerda (HVE): É mais comumente causada por hipertensão arterial sistêmica, estenose aórtica, insuficiência mitral, insuficiência aórtica e cardiomiopatia hipertrófica. Também pode ocorrer em atletas devido ao exercício físico intenso e prolongado.[4]

- Hipertrofia ventricular direita (HVD): Pode ser causada por hipertensão pulmonar, doença pulmonar obstrutiva crônica (DPOC), estenose da válvula pulmonar, insuficiência tricúspide e cardiopatias congênitas como a tetralogia de Fallot.[5]

## Diagnóstico
O diagnóstico é feito por meio de:
- Eletrocardiograma (ECG): Pode indicar sinais indiretos de hipertrofia, como aumento da amplitude do complexo QRS.[6]

- Ecocardiograma: Permite medir diretamente a espessura das paredes do ventrículo e avaliar a função cardíaca.

- Ressonância magnética cardíaca: Fornece imagens detalhadas da estrutura e função do coração.

- Biomarcadores: Níveis elevados do Peptídeo natriurético cerebral (BNP) podem indicar sobrecarga ventricular.[7]

## Tratamento
O tratamento depende da causa subjacente e pode incluir:
- Controle da pressão arterial com uso de medicamentos como inibidores da ECA, bloqueadores dos receptores da angiotensina e betabloqueadores.
- Tratamento de valvopatias por meio de cirurgia ou troca valvar.
- Mudanças no estilo de vida, como dieta equilibrada, atividade física e cessação do tabagismo.[4]

## Prognóstico
A hipertrofia ventricular está associada a maior risco de insuficiência cardíaca, arritmias e morte súbita. O prognóstico varia conforme a gravidade da hipertrofia, sua causa e o controle adequado dos fatores de risco.